# سماح خالد
سماح خالد هيَ متسابقة دراجات هوائية أردنية، وُلدت في 1 مايو 1992. نافست سَماح في بطولة العالم للنساء لسباق الدراجات على الطريق 2013، كما نافست في دورة الألعاب الآسيوية 2014.

## روابط خارجية
- سماح خالد على موقع إحصائيات الدراجات الإحترافية (الإنجليزية)